# أستراليون عراقيون
الأستراليون العراقيون وهم الأناس ذوي الأصول العراقية ألذين يعيشون في دولة أستراليا ، وهو ألذين هاجروا إلى أستراليا منذ حرب الخليج الثانية في سنة 1991 وألذي يبلغ تعدادهم حاليا في أستراليا 80 ألف نسمة.
الأستراليون ذوي الأصول العراقية يتضمنون منهم الأكراد والكلدان والآشوريين والأرمن والتركمان والصابئة المندائيين واليهود.
في إحصاء سنة 1976 بلغ عدد الأستراليين ذوي الأصول العراقية 2273 وفي 1986 بلغ 4516 وبعد حرب الخليج الثانية في 1991 وحرب الخليج الثالثة في 2003 إزداد عدد العراقيين وبلغ عدد العراقيين في سنة 1991 5186 وكان أغلب المهاجرين من العرب الشيعة والكورد وفي 2001 بلغ تعداد العراقيين 24 ألف نسمة.
ويتدين العراقيين الموجودين في أستراليا بإسلام شيعة وإسلام سني والمسيحية السريانية واليهودية والمندائية ويزيدية.